# 恩桑傑縣
16°45′S 35°10′E / 16.750°S 35.167°E
恩桑傑縣（Nsanje District）是馬拉維南部的一個縣，屬於南部區的一部分，該縣北臨乔洛县，東面、南面和西面是莫桑比克，西北面是奇夸瓦县，面積1,942平方公里，人口194,924。